# Dissoptila
Dissoptila é um gênero de traça pertencente à família Agonoxenidae.